# Кукорень
Кукорень, Кукорені (рум. Cucorăni) — село у повіті Ботошані в Румунії. Входить до складу комуни Міхай-Емінеску.
Село розташоване на відстані 372 км на північ від Бухареста, 11 км на захід від Ботошань, 106 км на північний захід від Ясс.

## Населення
За даними перепису населення 2002 року у селі проживали 832 особи, усі — румуни. Усі жителі села рідною мовою назвали румунську.